# Linda tonkinensis
Linda tonkinensis är en skalbaggsart som beskrevs av Stefan von Breuning 1959. Linda tonkinensis ingår i släktet Linda och familjen långhorningar. Inga underarter finns listade i Catalogue of Life.